# Buenavista de Arriba
Buenavista de Arriba es una localidad del estado mexicano de Coahuila. Es parte del municipio de Francisco I. Madero.

## Demografía
| Gráfica de evolución demográfica |
|                                  |

| Censo | Población |
| ----- | --------- |
| 1940  | 453       |
| 1950  | 685       |
| 1960  | 667       |
| 1970  | 825       |
| 1980  | 1 153     |
| 1990  | 1 081     |
| 2000  | 798       |
| 2010  | 1 021     |
| 2020  | 1 106     |